# Miklóstelke
Miklóstelke (románul Cloașterf, németül Klosdorf) falu Romániában, Maros megyében.

## Fekvése
Segesvártól 18 km-re, községközpontjától Szászkézdtől 5 km-re délkeletre fekszik.

## Története
1267-ben Praaed Nicolai néven említik először. Szász evangélikus erődtemploma 1521 és 1524 között épült, lőréses erődfalát sarokbástyák és kaputorony védi.
1910-ben a falunak 353, többségben német lakosa volt, jelentős cigány és román kisebbséggel. A trianoni békeszerződésig Nagy-Küküllő vármegye Segesvári járásához tartozott. 1977-ben még 133 szász lakott itt. 1992-ben 187 lakosából 121 román, 53 cigány, 7 szász és 6 magyar volt.

## Látnivalók
- Evangélikus erődtemplom